# Göttingens haantje
Göttingens haantje (Timarcha goettingensis) is een keversoort uit de familie bladkevers (Chrysomelidae). De wetenschappelijke naam van de soort werd in 1758 als Chrysomela göttingensis gepubliceerd door Carl Linnaeus.